# 4-idrossitreonina-4-fosfato deidrogenasi
La 4-idrossitreonina-4-fosfato deidrogenasi è un enzima appartenente alla classe delle ossidoreduttasi, che catalizza la seguente reazione:
4-fosfonoossi-L-treonina+ NAD+ ⇄ (2S)-2-amino-3-osso-4-fosfonoossibutanoato + NADH + H+
Il prodotto della reazione va incontro a decarbossilazione, a dare 3-ammino-2-ossopropilfosfato. In Escherichia coli, l'enzima è coinvolto nel pathway di biosintesi del coenzima piridossalfosfato, che si serve anche della eritrosio-4-fosfato deidrogenasi, della 4-fosfoeritronato deidrogenasi, della fosfoserina transaminasi, della piridossina 5'-fosfato sintasi e della piridossal 5'-fosfato sintasi.